# Xanca de matollar
La xanca de matollar (Hylopezus dives) és una espècie d'ocell de la família dels gral·làrids (Grallariidae).

## Hàbitat i distribució
Habita el sotabosc de la selva pluvial, clars i vegetació secundària de les terres baixes al vessant del Carib del nord-est d'Hondures, est de Nicaragua i Costa Rica. Est de Panamà, oest de Colòmbia, oest de l'Equador. Panamà occidental.